# Hành tinh Chthon

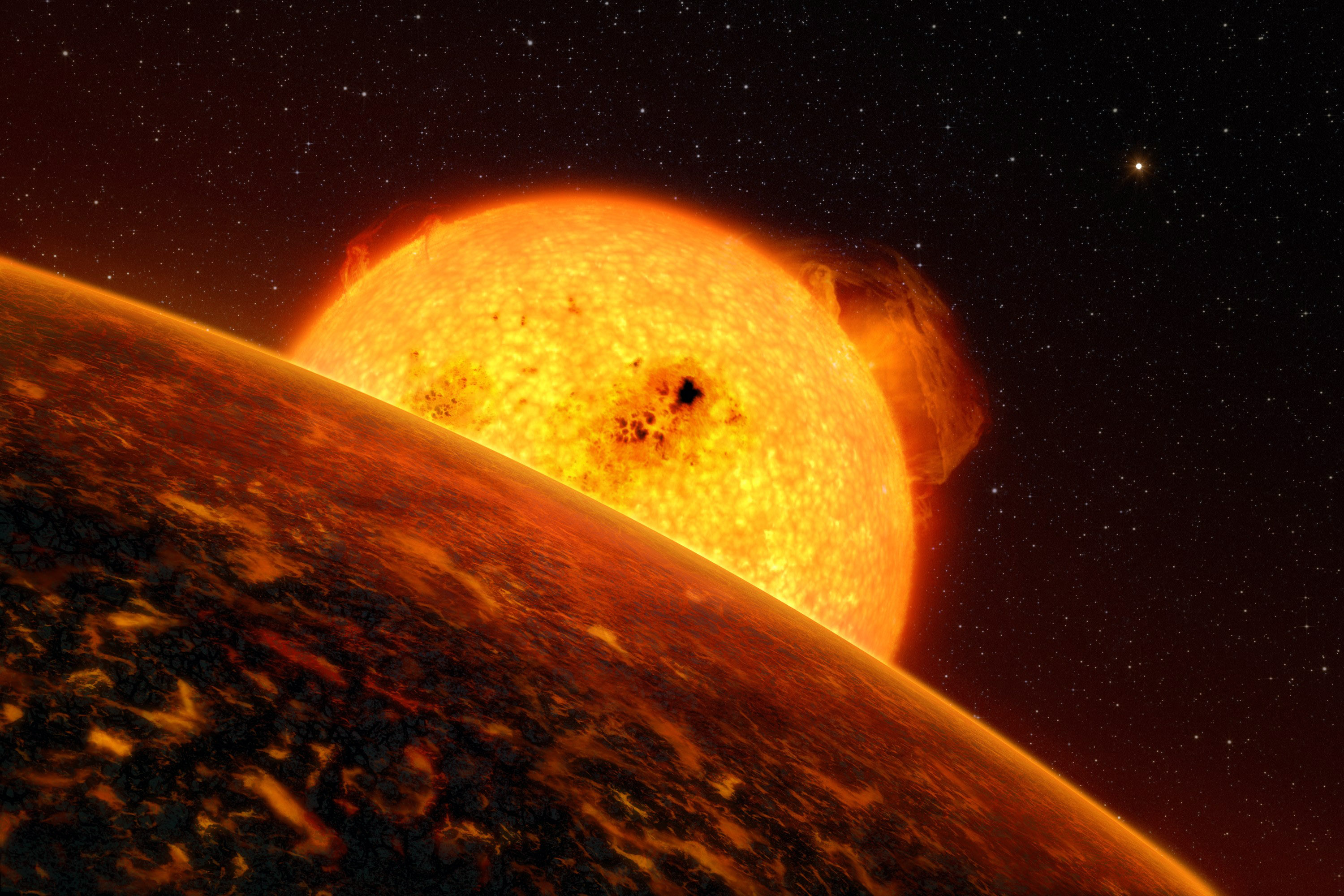
Hình ảnh về COROT-7b.

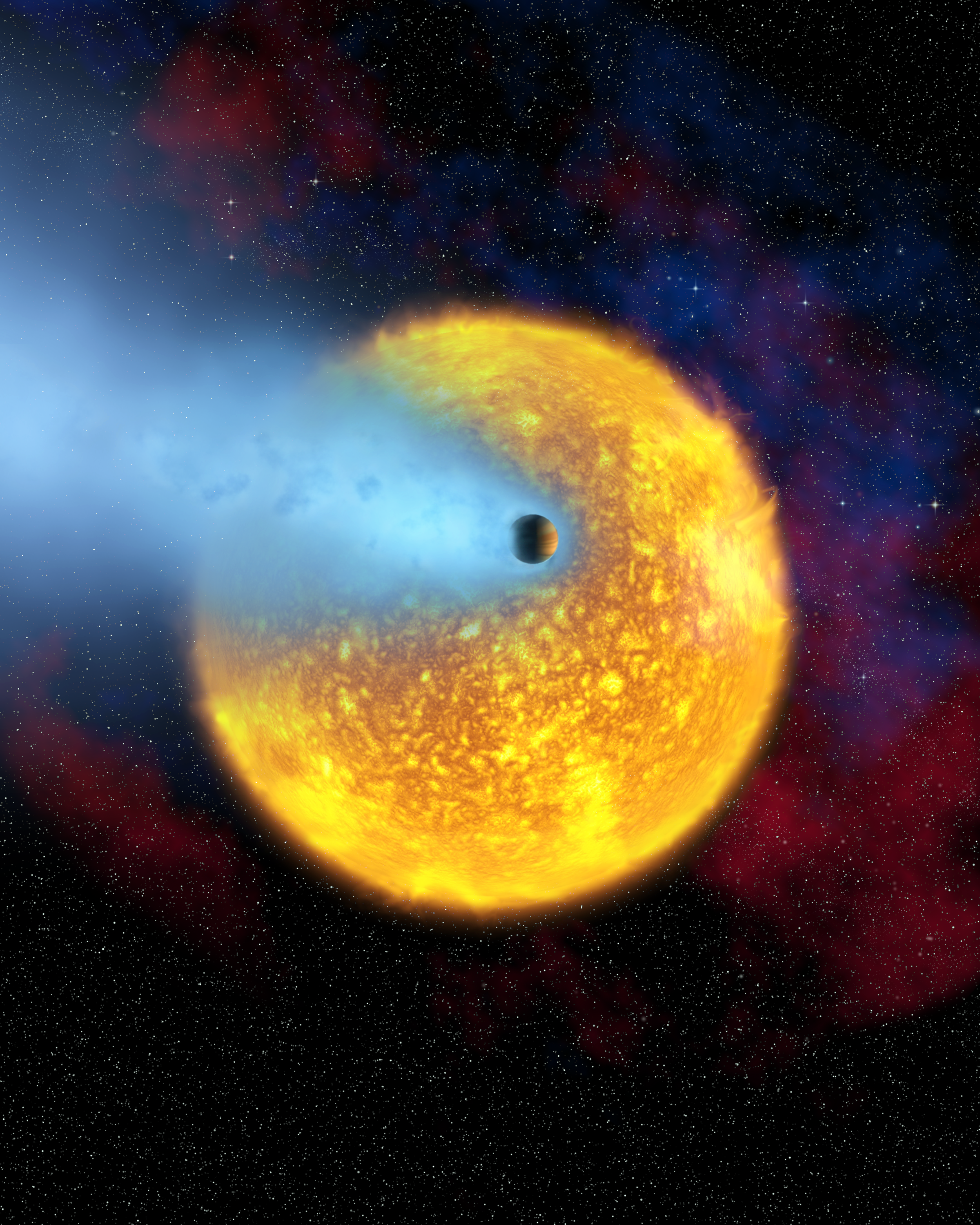
Hình ảnh về HD 209458 b quá cảnh ngôi sao của nó.

Hành tinh Chthon (/ˈkθoʊn/, đôi khi 'cthon') hay hành tinh địa phủ là một loại hành tinh giả định để miêu tả các thiên thể phát sinh từ việc tước đoạt khí quyển hydro và heli và lớp ngoài của một hành tinh khí khổng lồ, được gọi là thoát ly thủy động lực. Tước đoạt khí quyển như vậy có thể là kết quả của sự cận kề với một ngôi sao. Phần lõi đá hoặc kim loại còn lại sẽ giống với một hành tinh đất đá ở nhiều khía cạnh.

## Từ nguyên
Chthon (từ tiếng Hy Lạp: Χθών) có nghĩa là "của Trái Đất". Thuật ngữ này được đặt ra bởi Hébrard và cộng sự, vì thuật ngữ chthon thường đề cập đến các vị thần Hy Lạp đến từ âm ty địa phủ.

## Ví dụ có thể
Các phép đo biến thiên thời gian đi ngang qua cho thấy, ví dụ Kepler-52b, Kepler-52c và Kepler-57b có khối lượng tối đa từ 30 đến 100 lần khối lượng Trái Đất (mặc dù khối lượng thực tế có thể thấp hơn nhiều); với bán kính khoảng 2 lần bán kính Trái Đất, chúng có thể có mật độ lớn hơn hành tinh sắt có cùng kích thước. Như vậy, các hành tinh ngoài hệ mặt trời quay quanh rất gần các ngôi sao của chúng có thể là lõi còn sót lại của những hành tinh khí khổng lồ bốc hơi hoặc sao lùn nâu. Nếu lõi đủ lớn, chúng có thể bị nén trong hàng tỷ năm mặc dù mất đi khối lượng khí quyển.
Vì thiếu vắng "siêu Trái Đất nóng" dạng khí với bán kính trong khoảng từ 2,2 đến 3,8 lần bán kính Trái Đất phơi bày trước phát xạ tới trên 650 lần thông lượng phát xạ tới Trái Đất, và sự thiếu vắng đó không được hỗ trợ bởi các số liệu thống kê, người ta cho rằng các hành tinh ngoài hệ mặt trời có bán kính dưới mức như vậy phơi bày trước các thông lượng phát xạ sao như vậy có thể từng có các vỏ ngoài đã bị tước đoạt bằng bốc hơi quang học.
HD 209458 b là một ví dụ về một hành tinh khí khổng lồ đang trong quá trình bị tước đoạt bầu khí quyển, mặc dù nó sẽ không trở thành một hành tinh chthon trong nhiều tỷ năm. Một trường hợp tương tự là Gliese 436b, đã mất 10% bầu khí quyển.
COROT-7b là hành tinh ngoài hệ mặt trời đầu tiên được tìm thấy có thể là chthon. Các nhà nghiên cứu khác tranh cãi về điều này và kết luận COROT-7b luôn là một hành tinh đá và không phải là lõi đã bị xói mòn của một hành tinh khí hoặc băng khổng lồ, do tuổi còn trẻ của hệ sao này.
Kepler-70b và Kepler-70c là những hành tinh tiểu Trái Đất được cho là những hành tinh khổng lồ bị nhấn chìm bởi lớp vỏ mở rộng của ngôi sao chủ của chúng trong pha khổng lồ đỏ của nó làm bốc hơi lớp vỏ khí của chúng.